# 菲比什鄉
45°58′N 21°25′E / 45.967°N 21.417°E
菲比什鄉（羅馬尼亞語：Comuna Fibiș, Timiș），是羅馬尼亞的鄉份，位於該國西部，由蒂米什縣負責管轄，面積52平方公里，海拔高度158米，2002年人口1,562，人口密度每平方公里30人。